# NGC 6063
NGC 6063 ist eine 13,2 mag helle Spiralgalaxie vom Hubble-Typ Sc im Sternbild Schlange und etwa 130 Millionen Lichtjahre von der Milchstraße entfernt. 
Sie wurde am 10. Juni 1882 von dem französischen Astronomen Édouard Stephan entdeckt.